# Kalinowice (Strzelce Opolskie)
Kalinowice (deutsch: Kalinowitz) ist eine Ortschaft in Polen in Oberschlesien in der Gemeinde Strzelce Opolskie (Groß Strehlitz) im Powiat Strzelecki in der Woiwodschaft Oppeln.

## Nachbarorte
Nachbarorte von Kalinowice sind im Westen Niwki (Niewke), im Nordwesten Posnowitz (Poznowice), im Osten Kalinów und im Süden Wyssoka (Wysoka).

## Geschichte
Bei der Volksabstimmung in Oberschlesien am 20. März 1921 stimmten 41 Wahlberechtigte für einen Verbleib bei Deutschland und 27 für Polen. Kalinowitz verblieb beim Deutschen Reich. 1933 lebten im Ort 412 Einwohner. Am 3. Juli 1936 wurde der Ort in Elsenruh umbenannt. 1939 hatte der Ort 472 Einwohner. Bis 1945 befand sich der Ort im Landkreis Groß Strehlitz.
1945 kam der bisher deutsche Ort unter polnische Verwaltung und wurde in Kalinowice umbenannt und der Woiwodschaft Schlesien angeschlossen. 1950 kam der Ort zur Woiwodschaft Oppeln. 1999 kam der Ort zum wiedergegründeten Powiat Strzelecki.